# ARA Independencia (V-1)
El ARA Independencia (V-1) fue un portaviones ligero de la clase Colossus que sirvió a la Armada Argentina desde 1959 hasta 1969. Anteriormente HMCS Warrior (CVL 20) en la Marina Real Canadiense desde 1946 a 1948 y HMS Warrior (R31) en la Marina Real británica desde 1948 a 1958. Fue el noveno portaaviones de dicha clase construido en el Reino Unido.

## Historia

### HMS Warrior (1944-1958)
El Warrior fue construido en los astilleros Harland and Wolff de Belfast, y originalmente debía ser llamado Brave. Botado el 20 de mayo de 1944, fue inmediatamente transferido a la Marina Real Canadiense una vez completado el 24 de enero de 1946.
Originalmente la Marina Real británica tuvo la intención de enviar al portaaviones a la zona del océano Índico durante la Segunda Guerra Mundial. Como una medida para ahorrar tiempo de construcción, fue construido sin calefacción para los equipos de a bordo ya que por el calor no sería necesario en las cálidas aguas de dicho océano. Inmediatamente fue transferido a la Marina Canadiense. La falta de equipos de calefacción resultó fundamental para cuando el buque comenzó a ser utilizado al este de dicho país, no obstante lo cual fue considerado apto para el servicio. Sin embargo fue incluido en las negociaciones con la Marina Real británica para obtener un nuevo portaaviones que finalmente fue el HMCS Magnificent (CVL 21).
El HMS Warrior fue devuelto al Reino Unido el 23 de marzo de 1948 y tomó parte en la Operación Grapple (el primer test británico de una bomba de hidrógeno). Posteriormente el buque fue reacondicionado en HMNB Devonport y equipado con una cabina de mando flexible (con capas de caucho) para probar la viabilidad de recibir aviones sin tren de aterrizaje, del tipo 'Sea Vampire' que fue probado pero no introducido en servicio.
El servicio del buque en la RN como portaaviones fue muy corto y en septiembre de 1949 fue puesto en servicio. Sin embargo pronto fue recomisionado como transporte de tropas y aeronaves como soporte de las tropas británicas en la guerra de Corea en junio de 1950. En 1952 el buque fue reacondicionado nuevamente en los astilleros HMNB Devonport, y volvió a ser puesto en servicio. El 14 de diciembre de 1954 fue sometido a su última modificación, que incluyó una nueva cabina de mando y una cubierta ligeramente angulada. A fines de 1950 la RN lo puso fuera de servicio y lo ofreció a la venta.

### ARA Independencia (1958-1970)

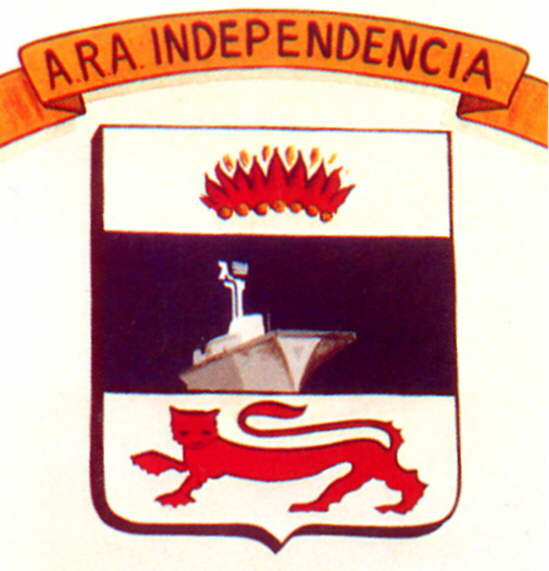
Escudo del PAL ARA Independencia (V-1), POIN.

Tras un estudio de la situación estratégica marítima de la Argentina, efectuado en 1942 y analizados los probables teatros de operaciones derivados del mismo, se arribó a la necesidad de contar con dos portaaviones, para lo que se obtuvo por la vía del decreto N.º 9006/43 del 16 de septiembre de 1943, la correspondiente autorización de compra.
La situación internacional y el estado de la inserción argentina dentro de ella demoraron esa adquisición 13 años y el 16 de septiembre de 1958 y por decreto 5939/58 «S» se concretó la compra del portaviones británico HMS Warrior, atendiéndosela con los fondos provenientes de las ventas de los acorazados ARA Moreno y ARA Rivadavia y del guardacostas ARA Pueyrredón.
El buque, cuya construcción finalizara en enero de 1946, no había intervenido por ello en la Segunda Guerra Mundial y se encontraba en situación de reserva, de la que fuera sacado y puesto en condición de navegar por una tripulación reducida de 500 hombres, en el escaso tiempo de 10 semanas.
Rebautizado con el nombre de ARA Independencia (V-1) (POIN) como reflejo de uno de los más caros ideales nacionales y para «reafirmar la voluntad inquebrantable de los argentinos por mantenerla y afianzarla».
El 8 de octubre de 1958 el teniente de fragata electricista Don Valentín Álvaro Fraile tuvo el honor de izar la enseña nacional por primera vez en el primer portaviones argentino.
Zarpó de Portsmouth el 10 de diciembre de 1958 y entró a Puerto Belgrano el 30 del mismo mes, escoltado por los cruceros ARA General Belgrano y ARA Veinticinco de Mayo (C-2).
Convertido en 1960 en el nuevo núcleo de la Flota de Mar, completó su tripulación y perfeccionó su alistamiento, ocupando el Muelle de Acorazados, a los cuales, con pleno derecho, suplantó. Inició sus operaciones en 1959 con los aviones SNJ-5 Texan.
El Grupo Aéreo Embarcado (GAE) fue formado por la Aviación Naval, con los aviones F4U-5 Corsair de ataque, SNJ-5 Texan de entrenamiento, Grumman S-2A Trackers de guerra antisubmarina y helicóptero S-55 y S-58 que cumplían funciones de enlace y rescate de pilotos.
En 1961 visitó Montevideo y en abril de 1962, el V-1 viajó a los Estados Unidos para recibir seis aviones Grumman S-2A Trackers, dos jets Grumman F9F Cougar y dos helicópteros Sikorsky S-55. Amarrado en Norfolk se llevó a cabo la recepción de los aviones, luego inició el regreso a Argentina y el 24 de mayo de 1962 atracó en la Base Naval Puerto Belgrano.
A partir de 1962 el POIN participó en todas las maniobras UNITAS con la Armada de Estados Unidos y en 1967 encabezó la Revista Naval del Centenario que tuvo lugar frente a la ciudad de Mar del Plata.
En 1963 se produce la caída de un SNJ-5 Texan y su piloto, el teniente de fragata Gustavo Lara, fallece en el accidente. En ese mismo año comienzan las operaciones nocturnas de los S-2F Tracker.
Si bien el COAN conta con cazas a reacción F9F-2B Panther y F9F-8T Cougar, debido a la falta de potencia de la catapulta no podían operar embarcados. No obstante ello, el F9F-2B 0453/3-A-119 enganchó de emergencia, el cable n.º 1 de frenado, el 27 de julio de 1963, comandado por el capitán de fragata Justiniano Martínez Achaval, debiendo el Independencia ingresar a la Base Naval Puerto Belgrano para su descarga.
Durante su intensa vida operativa participó en maniobras conjuntas con unidades de la USN, de la Marina Real británica, de la Marina Militare, de la Marina nacional de Francia y de la Armada del Uruguay. También se ejercitó con unidades del Ejército Argentino, de la Prefectura Naval Argentina y de la Marina Mercante Argentina.
El S-2F 0542/2-AS-7, comandado por el teniente de navío Juan Salaverri, fue el protagonista del enganche número 5000 a bordo del portaaviones, en noviembre de 1967 y un año más tarde, el mismo avión fue la última aeronave en ser catapultada desde el V-1.
Después del arribo del ARA Veinticinco de Mayo (V-2) en 1970, el buque pasó a reserva y fue ofrecido a la Marina de Guerra del Perú, que no lo aceptó y finalmente su desguace comenzó en octubre de 1971 en Rosario, por la firma Saric S.A. que lo adquirió en remate público en m$n 222 200 000.